# قسطنطين الثالث (إمبراطور روماني)
قسطنطين الثاني (باللاتينية: Constantine III) هو قائد عسكريٌّ في الإمبراطورية الرومانية الغربية أعلنَ نفسه إمبراطوراً في بريطانيا الرومانية وبلاد الغال عام 407. بعد عامين من إعلان نفسه حاكماً، اعترفَ بسلطته على بريطانيا والغال إمبراطور روما هونوريوس، إلا أنَّ قسطنطين تنازل عن الحكم في عام 411 بعد انهيارٍ كبير في مؤسسته العسكرية. وأمسكَ وأعدمَ بعد ذلك بفترةٍ قصيرة.

## سيرته
عانت الإمبراطورية الرومانية الغربية عام 406م من غزو ضخمٍ لقبائل عديدة من البرابرة الجرمان لأراضيها. تسبَّب دخول هذه القبائل إلى الإمبراطورية عبر نهر الراين بانتشار فوضى كبيرة، وقد حاولت روما مراراً القضاء عليهم أو طردهم من حدودها، لكنَّ وبسبب الضعف الذي كانت تعيشه فإنها عجزت عن ذلك. في حين وقوع هذا الغزو، كانت تعيش بريطانيا الرومانية هي الأخرى ثورةً ضد حكومة روما، فظهر العديد من المتمرِّدين الذي طالبوا بإسقاط الإمبراطور.
تركت هذه الثورات الحامية الرومانية ببريطانيا في ضيقٍ كبير، فاستغلَّ ضابطٌ روماني يدعى قسطنطين هذه الأحداث ونظَّم انقلاباً عسكرياً على قيادة الحامية مطلعَ عام 407م، ونصَّب نفسه زعيماً للرومان في بريطانيا. وبعد فترةٍ قصيرة قرَّر توسيع سلطته، فعبر القنال الإنكليزي إلى فرنسا، حيث حطَّ في مدينة بولوني سور مير مصطحباً معه قوة كبيرة من الحامية البريطانية.
إلا أنَّ طليعة جيش قسطنطين حوصرت وأبيدت قرب مدينة فالانس على يد قائدٍ روماني يدعى ساروس. أرسل قسطنطين جيشاً جديداً في أعقاب ساروس، فاضطرَّ هذا الأخير للفرار نحو إيطاليا، وهكذا تمكَّن قسطنطين من تأمين جبهة نهر الراين، فأقام حاميةٍ تحرس الحدود بين بلاد الغال وإيطاليا. وقد أعلنَ مدينة آرل عاصمةً لدولته الجديدة في شهر مايو عام 408.